# Henryk Hugo Gramowski

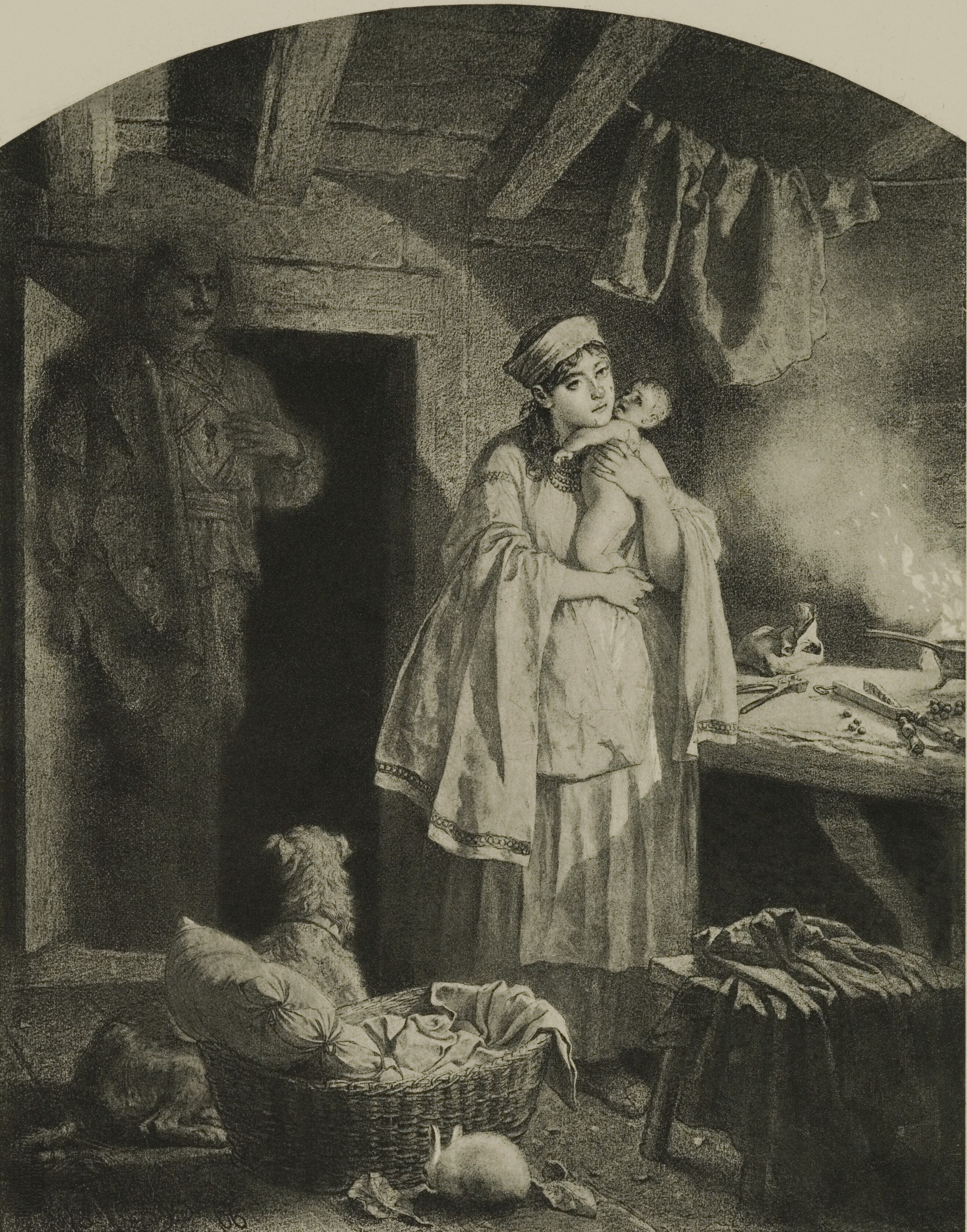
Duch Henryka Gramowskiego według Artura Grottgera

Henryk Hugo Gramowski (ur. ?, zm. 31 stycznia 1863 w Tomaszów Lubelski) leśnik, dowódca partii powstańczej w powstaniu styczniowym. 
Gramowski pochodził z miejscowości Dąbrówka, położonej na terenie Księstwa Poznańskiego. W 1860 r. przeniósł się na Lubelszczyznę i podjął pracę leśnika w Ordynacji Zamojskiej. Po wybuchu powstania styczniowego Henryk Gramowski został pierwszym dowódcą wojskowym w obwodzie biłgorajskim. 24 stycznia 1863 roku jego dziesięcioosobowy oddział rozbił kozacki posterunek w Józefowie, zdobywając konie i broń. Umożliwiło to powołanie oddziału kawaleryjskiego. Z czasem partia powstańcza zwiększała się o ochotników Biłgoraja, Szczebrzeszyna i okolicznych miejscowości dochodząc do ponad 60 kiepsko uzbrojonych powstańców.
Nocą z 30 na 31 stycznia 1863 roku oddział Gramowskiego zaatakował Tomaszów Ordynacki (Tomaszów Lubelski). Celem ataku był dom zajezdny, który pełnił funkcję garnizonu sotni dońskich kozaków z 10 pułku. W czasie ataku Henryk Hugo Gramowski został śmiertelnie ranny.
Legenda zmarłego leśnika dotarła do malarza Artura Grottgera, który uwiecznił powstanie styczniowe w dwóch cyklach obrazów („Polonia" i „Lituania"). Jedno z jego dzieł powstało w trakcie pobytu malarza w Dyniskach, nieopodal dzisiejszego Tomaszowa Lubelskiego. Prawdopodobnie na obrazie zatytułowanym „Duch" znajduje się Hugo Henryk Gramowski, który wyruszając do walki pozostawił w leśnej osadzie żonę i nowo narodzonego syna.